# Champagnac-le-Vieux
Champagnac-le-Vieux település Franciaországban, Haute-Loire megyében. Lakosainak száma 183 fő (2022. január 1.). Champagnac-le-Vieux Agnat, Chaniat, Chassignolles, Laval-sur-Doulon, Saint-Didier-sur-Doulon, Saint-Hilaire és Saint-Vert községekkel határos.

## Népesség
A település népességének változása:
| Lakosok száma | 486  | 340  | 301  | 244  | 222  | 212  | 206  | 193  | 190  | 183  |
|               | 1968 | 1982 | 1990 | 2006 | 2013 | 2015 | 2017 | 2019 | 2020 | 2022 |